# Roberto Bonomi
Roberto Wenceslao Bonomi Oliva, argentinski dirkač Formule 1, * 30. september 1919, Buenos Aires, Argentina, † 10. januar 1992, Buenos Aires, Argentina.

## Življenjepis
V svoji karieri je nastopil le na domači in prvi dirki sezone 1960 za Veliko nagrado Argentine, kjer je z dirkalnikom Cooper T51 moštva Scuderia Centro Sud zasedel enajsto mesto z več kot štirimi krogi zaostanka za zmagovalcem. Umrl je leta 1992.

## Popolni rezultati Formule 1
(legenda) (odebeljene dirke pomenijo najboljši štartni položaj, poševne pa najhitrejši krog, †-uvrščen kljub odstopu)
| Leto | Moštvo              | Šasija     | Motor               | 1      | 2   | 3   | 4   | 5   | 6   | 7  | 8   | 9   | 10  | Prv | Toč |
| ---- | ------------------- | ---------- | ------------------- | ------ | --- | --- | --- | --- | --- | -- | --- | --- | --- | --- | --- |
| 1960 | Scuderia Centro Sud | Cooper T51 | Maserati Straight-4 | ARG 11 | MON | 500 | NIZ | BEL | FRA | VB | POR | ITA | ZDA | -   | 0   |